# Canalul Timiș
Canalul Timiș (Timiș-kanalen) er en kanal, der forbinder floderne Timiș og Ghimbășel i Brașov-distriktet i det centrale Rumænien. Den er 14 km lang, og blev først omtalt i år 1500.  Kanalen starter ved Dâmbul Morii nær Timișu de Jos og løber parallelt med floden Timiș indtil Dârste, hvor den drejer mod nordvest. Den passerer nord for det historiske centrum af byen Brașov og løber ud i Ghimbășel i Stupini, et nordligt kvarter i Brașov. Kanalen modtager vand fra de små floder, der strømmer mod byen fra Postăvarul Massivet (Pârâul Ciurii, Șipot, Aluniș, Valea Cetății, Șcheiu) og leder dem ind i Ghimbășel, på mange rækker ved hjælp af flodsengene fra tidligere floder. I byen er kanalen i dag overdækket.